# Miłka

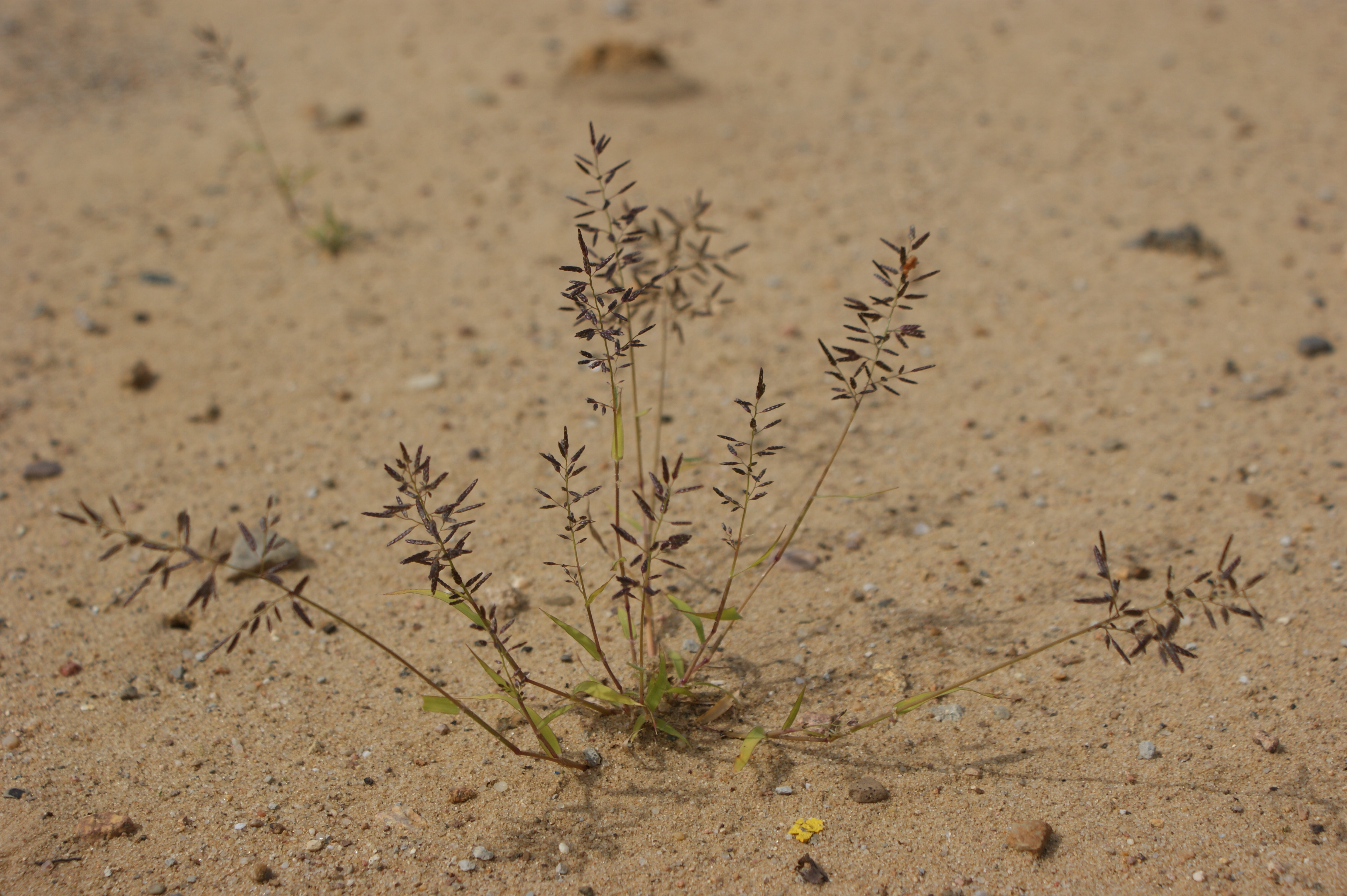
Miłka drobna

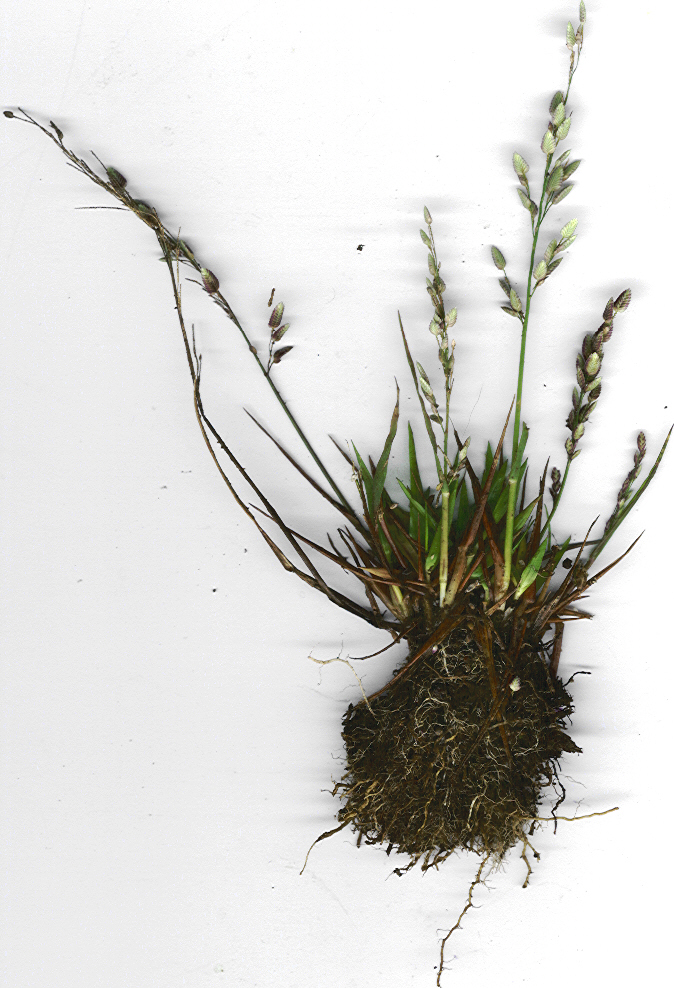
Eragrostis unioloides

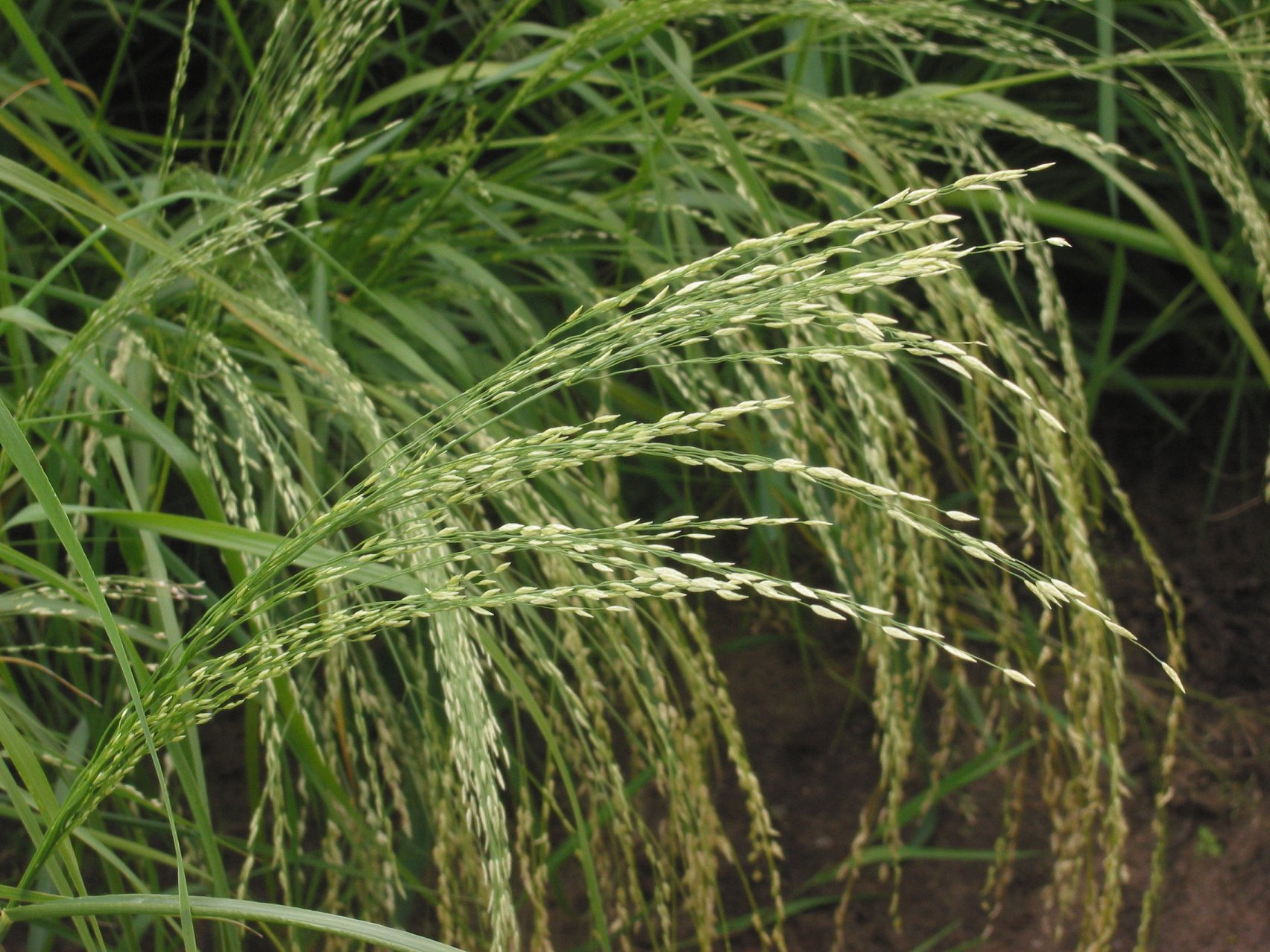
Miłka abisyńska

Miłka (Eragrostis Wolf) – rodzaj roślin należący do rodziny wiechlinowatych. Należy do niego 407 gatunków.

## Rozmieszczenie geograficzne
Rodzaj o kosmopolitycznym zasięgu. Brak jego przedstawicieli tylko na Antarktydzie i północnych krańcach Ameryki Północnej, Europy i Azji. Jako rośliny introdukowane miłki trafiły do Nowej Zelandii, na liczne wyspy oceaniczne i do północnej Europy (Wielkiej Brytanii, Danii i krajów bałtyckich). Także wszystkie gatunki występujące w Polsce uznawane są za introdukowane. W zależności od ujęcia systamatycznego zadomowione są w tym kraju trzy lub cztery gatunki.
Gatunki flory Polski
- miłka drobna Eragrostis minor Host – antropofit zadomowiony
- miłka meksykańska Eragrostis mexicana (Lag.) Link – efemerofit
- miłka owłosiona Eragrostis pilosa (L.) P. Beauv. – antropofit zadomowiony
- miłka wielołodygowa Eragrostis multicaulis Steud. – antropofit zadomowiony
- miłka zieleniejąca Eragrostis virescens Presl – efemerofit
- miłka wielka Eragrostis cilianensis (All.) F.T. Hubb. – efemerofit

Wymieniana w randze odrębnego taksonu miłka połabska E. albensis H.Scholz w bazach taksonomicznych traktowana jest za synonim miłki owłosionej E. pilosa. Za błędnie podane z Polski lub niepewne uznaje się miłkę egipską E. aegyptiaca (Willd.) Link, miłkę amurską E. amurensis Prob., miłkę karolińską E. caroliniana (Spreng.) Scribn. i miłkę grzebieniastą E. pectinacea (Michx.) Nees).

## Morfologia
Rośliny jednoroczne lub byliny, często ogruczolone, zwłaszcza na pochwach i w obrębie kwiatostanu.
LiścieW pączku zwinięte, później rozpostarte lub zwinięte. Pochwy liściowe zwykle długo owłosione, zwłaszcza w górnej części.
KwiatostanWiecha, zwykle otwarta i luźna, rzadziej skupiona. Kłoski bocznie spłaszczone, z 2 lub wieloma kwiatami (w dolnej części kwiatostanu w kłoskach zwykle kwiaty mniej liczne). Plewy nierówne, krótkie, z wyraźną linią grzbietową, często 1-nerwowe. Plewki dolne 3-nerwowe, bezostne, łódkowate. Plewki górne z brzegami odwiniętymi i orzęsionymi. Oś kłoska rozpada się.
KwiatyPręciki 2 lub 3, słupek nagi.
OwocZiarniak jajowaty lub rzadziej kulisty, zwykle gładki. Wypada z kłoska wraz z plewkami dolnymi (górne pozostają na osi kłoska).

## Biologia i ekologia
Rośliny zwykle dobrze przystosowane do okresowych zmian warunków klimatycznych. Należą do kserofitów. Wymagają ciepłego klimatu, znacznego nasłonecznienia, siedlisk o zmiennym poziomie wody. Gatunki zawleczone do Polski występują na siedliskach ruderalnych.

## Systematyka
Synonimy
Erosion Lunell Amer. Midl. Naturalist 4: 221. 20 Sep 1915 (syn. taksonomiczny)
Pozycja systematyczna według APweb (aktualizowany system APG IV z 2016)
Rodzaj należący do rodziny wiechlinowatych (Poaceae), rzędu wiechlinowców (Poales). W obrębie rodziny należy do podrodziny Chloridoideae, plemienia Eragrostideae, podplemienia Eragrostidinae.
Pozycja w systemie Reveala (1994–1999)
Gromada okrytonasienne (Magnoliophyta Cronquist), podgromada Magnoliophytina Frohne & U. Jensen ex Reveal, klasa jednoliścienne (Liliopsida Brongn.), podklasa komelinowe (Commelinidae Takht.), nadrząd Juncanae Takht., rząd wiechlinowce (Poales Small), rodzina wiechlinowate (Poaceae (R. Br.) Barnh.), podplemię Eragrostidinae C. Presl, rodzaj miłka (Eragrostis Wolf).
Wykaz gatunków
- Eragrostis abortiva (R.Br.) Steud.
- Eragrostis acamptoclada Cope
- Eragrostis acraea De Winter
- Eragrostis acutiflora (Kunth) Nees
- Eragrostis acutiglumis Parodi
- Eragrostis aegyptiaca (Willd.) Delile – miłka egipska
- Eragrostis aethiopica Chiov.
- Eragrostis airoides Nees
- Eragrostis alopecuroides Balansa
- Eragrostis alta Keng
- Eragrostis alveiformis Lazarides
- Eragrostis amanda Clayton
- Eragrostis ambleia Clayton
- Eragrostis ambohibengensis A.Camus
- Eragrostis ambositrensis A.Camus
- Eragrostis ambrensis A.Camus
- Eragrostis amurensis Prob. – miłka amurska
- Eragrostis anacrantha Cope
- Eragrostis anacranthoides Cope
- Eragrostis andicola R.E.Fr.
- Eragrostis annulata Rendle ex Scott Elliot
- Eragrostis apiculata Döll
- Eragrostis aquatica Honda
- Eragrostis arenicola C.E.Hubb.
- Eragrostis aristata De Winter
- Eragrostis aristiglumis Kabuye
- Eragrostis articulata (Schrank) Nees
- Eragrostis aspera (Jacq.) Nees
- Eragrostis astrepta S.M.Phillips
- Eragrostis astreptoclada Cope
- Eragrostis atropioides Hildebr.
- Eragrostis atrovirens (Desf.) Trin. ex Steud.
- Eragrostis attenuata Hitchc.
- Eragrostis aurorae Launert
- Eragrostis autumnalis Keng
- Eragrostis bahamensis Hitchc.
- Eragrostis bahiensis Schult.
- Eragrostis balgooyi Veldkamp
- Eragrostis barbinodis Hack.
- Eragrostis barbulata Stapf
- Eragrostis barrelieri Daveau
- Eragrostis barteri C.E.Hubb.
- Eragrostis basedowii Jedwabn.
- Eragrostis bemarivensis A.Camus
- Eragrostis bergiana (Kunth) Trin.
- Eragrostis berteroniana (Schult.) Steud.
- Eragrostis betsileensis A.Camus
- Eragrostis bicolor Nees
- Eragrostis biflora Hack.
- Eragrostis blepharostachya K.Schum.
- Eragrostis boinensis A.Camus
- Eragrostis boivinii Steud.
- Eragrostis boriana Launert
- Eragrostis botryodes Clayton
- Eragrostis brainii (Stent) Launert
- Eragrostis braunii Schweinf.
- Eragrostis brizantha Nees
- Eragrostis brownii (Kunth) Nees
- Eragrostis burmanica Bor
- Eragrostis caesia Stapf
- Eragrostis caespitosa Chiov.
- Eragrostis camerunensis Clayton
- Eragrostis canescens C.E.Hubb.
- Eragrostis caniflora Rendle
- Eragrostis capensis (Thunb.) Trin.
- Eragrostis capillaris (L.) Nees
- Eragrostis capitula Lazarides
- Eragrostis capitulifera Chiov.
- Eragrostis capuronii A.Camus
- Eragrostis carolinensis Jedwabn. – miłka karolińska
- Eragrostis cassa Lazarides
- Eragrostis castellaneana Buscal. & Muschl.
- Eragrostis cataclasta Nicora
- Eragrostis cenolepis Clayton
- Eragrostis chabouisii Bosser
- Eragrostis chalarothyrsos C.E.Hubb.
- Eragrostis chapelieri (Kunth) Nees
- Eragrostis chiquitaniensis Killeen
- Eragrostis cilianensis (All.) Vignolo ex Janch. – miłka wielka
- Eragrostis ciliaris (L.) R.Br.
- Eragrostis ciliata (Roxb.) Nees
- Eragrostis cimicina Launert
- Eragrostis coarctata Stapf
- Eragrostis collina Trin.
- Eragrostis collinensis Vivek, G.V.S.Murthy & V.J.Nair
- Eragrostis comptonii De Winter
- Eragrostis concinna (R.Br.) Steud.
- Eragrostis condensata (J.Presl) Steud.
- Eragrostis conertii Lobin
- Eragrostis confertiflora J.M.Black
- Eragrostis congesta Oliv.
- Eragrostis contrerasii R.W.Pohl
- Eragrostis crassinervis Hack.
- Eragrostis crateriformis Lazarides
- Eragrostis cubensis Hitchc.
- Eragrostis cumingii Steud.
- Eragrostis curtipedicellata Buckley
- Eragrostis curvula (Schrad.) Nees
- Eragrostis cylindrica (Roxb.) Arn.
- Eragrostis cylindriflora Hochst.
- Eragrostis deccanensis Bor
- Eragrostis decumbens Renvoize
- Eragrostis deflexa Hitchc.
- Eragrostis dentifera Launert
- Eragrostis desertorum Domin
- Eragrostis desolata Launert
- Eragrostis dielsii Pilg.
- Eragrostis dinteri Stapf
- Eragrostis divaricata Cope
- Eragrostis duricaulis B.S.Sun & S.Wang
- Eragrostis dyskritos Lasut
- Eragrostis ecarinata Lazarides
- Eragrostis echinochloidea Stapf
- Eragrostis egregia Clayton
- Eragrostis elatior Stapf
- Eragrostis elegantissima Chiov.
- Eragrostis elliottii (Elliott) S.Watson
- Eragrostis elongata (Willd.) J.Jacq.
- Eragrostis episcopulus Lambdon, Darlow, Clubbe & Cope
- Eragrostis eriopoda Benth.
- Eragrostis erosa Scribn. ex Beal
- Eragrostis exasperata Peter
- Eragrostis exelliana Launert
- Eragrostis exigua Lazarides
- Eragrostis falcata (Gaudich.) Steud.
- Eragrostis fallax Lazarides
- Eragrostis fastigiata Cope
- Eragrostis fauriei Ohwi
- Eragrostis fenshamii B.K.Simon
- Eragrostis ferruginea (Thunb.) P.Beauv.
- Eragrostis filicaulis Lazarides
- Eragrostis fimbrillata Cope
- Eragrostis flavicans Rendle
- Eragrostis fosbergii Whitney
- Eragrostis frankii Steud.
- Eragrostis friesii Pilg.
- Eragrostis gangetica (Roxb.) Steud.
- Eragrostis georgii A.Chev.
- Eragrostis glandulosipedata De Winter
- Eragrostis glischra Launert
- Eragrostis gloeodes Ekman
- Eragrostis gloeophylla S.M.Phillips
- Eragrostis glutinosa (Sw.) Trin.
- Eragrostis grandis Hildebr.
- Eragrostis guatemalensis Withersp.
- Eragrostis guianensis Hitchc.
- Eragrostis gummiflua Nees
- Eragrostis habrantha Rendle
- Eragrostis hainanensis L.C.Chia
- Eragrostis henryi Vivek, G.V.S.Murthy & V.J.Nair
- Eragrostis heteromera Stapf
- Eragrostis hierniana Rendle
- Eragrostis hildebrandtii Jedwabn.
- Eragrostis hirsuta (Michx.) Nees
- Eragrostis hirta E.Fourn.
- Eragrostis hirticaulis Lazarides
- Eragrostis hispida K.Schum.
- Eragrostis homblei De Wild.
- Eragrostis homomalla Nees
- Eragrostis hondurensis R.W.Pohl
- Eragrostis hugoniana Rendle
- Eragrostis humbertii A.Camus
- Eragrostis humidicola Napper
- Eragrostis hypnoides (Lam.) Britton, Sterns & Poggenb.
- Eragrostis inamoena K.Schum.
- Eragrostis incrassata Cope
- Eragrostis infecunda J.M.Black
- Eragrostis intermedia Hitchc.
- Eragrostis interrupta P.Beauv.
- Eragrostis invalida Pilg.
- Eragrostis jacobsiana B.K.Simon
- Eragrostis jainii Vivek, G.V.S.Murthy & V.J.Nair
- Eragrostis japonica (Thunb.) Trin.
- Eragrostis jerichoensis B.K.Simon
- Eragrostis kennedyae F.Turner
- Eragrostis kingesii De Winter
- Eragrostis kohorica Quézel
- Eragrostis kuchariana S.M.Phillips
- Eragrostis kuschelii Skottsb.
- Eragrostis lacunaria F.Muell.
- Eragrostis laevissima Hack.
- Eragrostis lanicaulis Lazarides
- Eragrostis laniflora Benth.
- Eragrostis lanipes C.E.Hubb.
- Eragrostis lappula Nees
- Eragrostis lasioclada Merr.
- Eragrostis lateritica Bosser
- Eragrostis latifolia Cope
- Eragrostis leersiiformis Launert
- Eragrostis lehmanniana Nees
- Eragrostis lepida (A.Rich.) Hochst. ex Steud.
- Eragrostis lepidobasis Cope
- Eragrostis leptocarpa Benth.
- Eragrostis leptophylla Hitchc.
- Eragrostis leptostachya (R.Br.) Steud.
- Eragrostis leptotricha Cope
- Eragrostis leucosticta Nees ex Döll
- Eragrostis lichiangensis Jedwabn.
- Eragrostis lingulata Clayton
- Eragrostis longifolia (A.Rich.) Hochst. ex Steud.
- Eragrostis longipedicellata B.K.Simon
- Eragrostis longiramea Swallen
- Eragrostis lugens Nees
- Eragrostis lurida J.Presl
- Eragrostis lutensis Cope
- Eragrostis lutescens Scribn.
- Eragrostis macilenta (A.Rich.) Steud.
- Eragrostis macrochlamys Pilg.
- Eragrostis macrothyrsa Hack.
- Eragrostis maderaspatana Bor
- Eragrostis magna Hitchc.
- Eragrostis mahrana Schweinf.
- Eragrostis majungensis A.Camus
- Eragrostis mandrarensis A.Camus
- Eragrostis mariae Launert
- Eragrostis mauiensis Hitchc.
- Eragrostis maypurensis (Kunth) Steud.
- Eragrostis membranacea Hack.
- Eragrostis mexicana (Hornem.) Link – miłka meksykańska
- Eragrostis micrantha Hack.
- Eragrostis microcarpa Vickery
- Eragrostis microsperma Rendle
- Eragrostis mildbraedii Pilg.
- Eragrostis milnei Launert ex Cope
- Eragrostis minor Host – miłka drobna
- Eragrostis moggii De Winter
- Eragrostis mokensis Pilg.
- Eragrostis mollior Pilg.
- Eragrostis montana Balansa
- Eragrostis monticola (Gaudich.) Hildebr.
- Eragrostis muerensis Pilg.
- Eragrostis multicaulis Steud. – miłka wielołodygowa
- Eragrostis multiflora Trin.
- Eragrostis nairii Kalidass
- Eragrostis neesii Trin.
- Eragrostis nigra Nees ex Steud.
- Eragrostis nigricans (Kunth) Steud.
- Eragrostis nilgiriensis Vivek, G.V.S.Murthy & V.J.Nair
- Eragrostis nindensis Ficalho & Hiern
- Eragrostis nutans (Retz.) Nees ex Steud.
- Eragrostis obtusa Munro ex Ficalho & Hiern
- Eragrostis olida Lazarides
- Eragrostis oligostachya Cope
- Eragrostis olivacea K.Schum.
- Eragrostis omahekensis De Winter
- Eragrostis oreophila L.H.Harv.
- Eragrostis orthoclada Hack.
- Eragrostis pallens Hack.
- Eragrostis palmeri S.Watson
- Eragrostis palustris Zon
- Eragrostis paniciformis (A.Braun) Steud.
- Eragrostis papposa (Roem. & Schult.) Steud.
- Eragrostis paradoxa Launert
- Eragrostis parviflora (R.Br.) Trin.
- Eragrostis pascua S.M.Phillips
- Eragrostis pastoensis (Kunth) Trin.
- Eragrostis patens Oliv.
- Eragrostis patentipilosa Hack.
- Eragrostis patentissima Hack.
- Eragrostis patula (Kunth) Steud.
- Eragrostis paupera Jedwabn.
- Eragrostis pectinacea (Michx.) Nees – miłka grzebieniasta
- Eragrostis perbella K.Schum.
- Eragrostis perennans Keng
- Eragrostis perennis Döll
- Eragrostis pergracilis S.T.Blake
- Eragrostis perplexa L.H.Harv.
- Eragrostis perrieri A.Camus
- Eragrostis peruviana (Jacq.) Trin.
- Eragrostis petraea Lazarides
- Eragrostis petrensis Renvoize & Longhi-Wagner
- Eragrostis phyllacantha Cope
- Eragrostis pilgeri Fedde
- Eragrostis pilgeriana Dinter ex Pilg.
- Eragrostis pilosa (L.) P.Beauv. – miłka owłosiona
- Eragrostis pilosissima Link
- Eragrostis pilosiuscula Ohwi
- Eragrostis plana Nees
- Eragrostis planiculmis Nees
- Eragrostis plumbea Scribn. ex Beal
- Eragrostis plurigluma C.E.Hubb.
- Eragrostis plurinodis Swallen
- Eragrostis pobeguinii C.E.Hubb.
- Eragrostis poculiformis Cope
- Eragrostis polytricha Nees
- Eragrostis porosa Nees
- Eragrostis potamophila Lazarides
- Eragrostis pringlei Mattei
- Eragrostis procumbens Nees
- Eragrostis prolifera (Sw.) Steud.
- Eragrostis propinqua Steud.
- Eragrostis psammophila S.M.Phillips
- Eragrostis × pseudobtusa De Winter
- Eragrostis pseudopoa C.E.Hubb.
- Eragrostis pubescens (R.Br.) Steud.
- Eragrostis punctiglandulosa Cope
- Eragrostis purpurascens (Spreng.) Schult.
- Eragrostis pusilla Hack.
- Eragrostis pycnantha (Phil.) Parodi ex Nicora
- Eragrostis pycnostachys Clayton
- Eragrostis pygmaea De Winter
- Eragrostis racemosa (Thunb.) Steud.
- Eragrostis raynaliana Lebrun
- Eragrostis refracta (Muhl.) Scribn.
- Eragrostis rejuvenescens Rendle
- Eragrostis remotiflora De Winter
- Eragrostis reptans (Michx.) Nees
- Eragrostis retinens Hack. & Arechav.
- Eragrostis rigidiuscula Domin
- Eragrostis riobrancensis Judz. & P.M.Peterson
- Eragrostis riparia (Willd.) Nees
- Eragrostis rivalis H.Scholz
- Eragrostis rogersii C.E.Hubb.
- Eragrostis rojasii Hack.
- Eragrostis rotifer Rendle
- Eragrostis rottleri Stapf
- Eragrostis rufescens Schult.
- Eragrostis rufinerva L.C.Chia
- Eragrostis sabinae Launert
- Eragrostis sabulicola Pilger ex Jedwabn.
- Eragrostis sabulosa (Steud.) Schweick.
- Eragrostis sambiranensis A.Camus
- Eragrostis saresberiensis Launert
- Eragrostis sarmentosa (Thunb.) Trin.
- Eragrostis saxatilis Hemsl.
- Eragrostis scabriflora Swallen
- Eragrostis scaligera Steud.
- Eragrostis schultzii Benth.
- Eragrostis schweinfurthii Chiov.
- Eragrostis sclerantha Nees
- Eragrostis sclerophylla Trin.
- Eragrostis scopelophila Pilg.
- Eragrostis scotelliana Rendle
- Eragrostis secundiflora J.Presl
- Eragrostis seminuda Trin.
- Eragrostis sennii Chiov.
- Eragrostis sericata Cope
- Eragrostis sessilispica Buckley
- Eragrostis setifolia Nees
- Eragrostis setulifera Pilg.
- Eragrostis silveana Swallen
- Eragrostis simpliciflora (J.Presl) Steud.
- Eragrostis singuaensis Pilg.
- Eragrostis solida Nees
- Eragrostis soratensis Jedwabn.
- Eragrostis sororia Domin
- Eragrostis speciosa (Roem. & Schult.) Steud.
- Eragrostis spectabilis (Pursh) Steud.
- Eragrostis spicata Vasey
- Eragrostis spicigera Cope
- Eragrostis squamata (Lam.) Steud.
- Eragrostis stagnalis Lazarides
- Eragrostis stapfii De Winter
- Eragrostis stenostachya (R.Br.) Steud.
- Eragrostis stenothyrsa Pilg.
- Eragrostis sterilis Domin
- Eragrostis stolonifera A.Camus
- Eragrostis subaequiglumis Renvoize
- Eragrostis subglandulosa Cope
- Eragrostis subsecunda (Lam.) E.Fourn.
- Eragrostis subtilis Lazarides
- Eragrostis superba Peyr.
- Eragrostis surreyana K.A.Sheph. & Trudgen
- Eragrostis swallenii Hitchc.
- Eragrostis sylviae Cope
- Eragrostis tef (Zuccagni) Trotter – miłka abisyńska
- Eragrostis tenella (L.) P.Beauv. ex Roem. & Schult.
- Eragrostis tenellula (Kunth) Steud.
- Eragrostis tenuifolia (A.Rich.) Hochst. ex Steud.
- Eragrostis tephrosanthos Schult.
- Eragrostis terecaulis Renvoize
- Eragrostis theinlwinii Bor
- Eragrostis thollonii Franch.
- Eragrostis trachyantha Cope
- Eragrostis trachycarpa (Benth.) Domin
- Eragrostis tracyi Hitchc.
- Eragrostis tremula Hochst. ex Steud.
- Eragrostis triangularis Henrard
- Eragrostis trichocolea Arechav.
- Eragrostis trichodes (Nutt.) Alph.Wood
- Eragrostis tridentata Cope
- Eragrostis trimucronata Napper
- Eragrostis triquetra Lazarides
- Eragrostis truncata Hack.
- Eragrostis turgida (Schumach.) De Wild.
- Eragrostis udawnensis Ohwi
- Eragrostis unioloides (Retz.) Nees ex Steud.
- Eragrostis urbaniana Hitchc.
- Eragrostis usambarensis Napper
- Eragrostis uvida Lazarides
- Eragrostis uzondoiensis Sánchez-Ken
- Eragrostis vacillans Rendle
- Eragrostis vallsiana Boechat & Longhi-Wagner
- Eragrostis variabilis (Gaudich.) Steud.
- Eragrostis variegata Welw. ex Rendle
- Eragrostis vatovae (Chiov.) S.M.Phillips
- Eragrostis venustula Cope
- Eragrostis vernix Boechat & Longhi-Wagner
- Eragrostis viguieri A.Camus
- Eragrostis virescens J.Presl – miłka zieleniejąca
- Eragrostis viscosa (Retz.) Trin.
- Eragrostis volkensii Pilg.
- Eragrostis vulcanica Jedwabn.
- Eragrostis warburgii Hack.
- Eragrostis weberbaueri Pilg.
- Eragrostis welwitschii Rendle
- Eragrostis xerophila Domin
- Eragrostis zeylanica Nees & Meyen

## Znaczenie użytkowe
Na obszarach naturalnego występowania, niektóre gatunki mają pewne znaczenie jako rośliny paszowe, a nawet jako zboża chlebowe (np. miłka abisyńska uprawiana w Etiopii i Erytrei).